# Lac Castagnier
Lac Castagnier är en sjö i Kanada.   Den ligger i regionen Abitibi-Témiscamingue och provinsen Québec, i den sydöstra delen av landet, 400 km norr om huvudstaden Ottawa. Lac Castagnier ligger 292 meter över havet. Arean är 15,5 kvadratkilometer. Den sträcker sig 5,4 kilometer i nord-sydlig riktning, och 4,8 kilometer i öst-västlig riktning.
I omgivningarna runt Lac Castagnier växer i huvudsak blandskog. Trakten runt Lac Castagnier är nära nog obefolkad, med mindre än två invånare per kvadratkilometer.